# Lee Knorek
Leonard Jacob Knorek, detto Lee (Rossford, 15 luglio 1921 – Rossford, 22 luglio 2003), è stato un cestista statunitense, professionista nella BAA e nella NBA.